# Mark of the Mole
Mark of the Mole è un album in studio del gruppo musicale statunitense The Residents, pubblicato nel 1981 dalla Ralph Records.
È il primo capitolo della cosiddetta "Trilogia della talpa", proseguita nei seguenti The Tunes of Two Cities (1982) e The Big Bubble (1983), narrante i conflitti fra due razze immaginarie.
Mark descrive la bizzarra vicenda delle "talpe" che, per sopravvivere ad una tempesta in arrivo, fuggono dai tunnel del deserto in cui vivono. Dopo essere emigrate verso il mare, dove vivono i "paffuti e insignificanti chubs", le talpe iniziano a convivere con essi. Una serie di vicende porterà le due razze a combattersi in una breve guerra che, tuttavia, non eliminerà le loro tensioni sociali.

## Tracce
Tutte le tracce sono state composte dai Residents.
1. Voices of the Air – 2:51
2. The Ultimate Disaster – 8:55
3. Migration – 7:15
4. Another Land – 4:43
5. The New Machine – 7:16
6. Final Confrontation – 9:49